# Aeroportul Sept-Îles
Aeroportul Sept-Îles (IATA: YZV, ICAO: CYZV) este un aeroport din Sept-Îles, Sept-Rivières Regional County Municipality⁠(d), Côte-Nord⁠(d), Provincia Québec, Canada ce deservește zona Sept-Îles. Aeroportul a fost tranzitat în 2021 de 81.669 de pasageri. A fost numit după zona deservită.
Situat la o altitudine de 55 m, aeroportul dispune de o singură pistă. Este operat de Transport Canada⁠(d).